# 태풍 하구핏 (2020년)
2020년 제4호 태풍 하구핏(HAGUPIT)은 중화인민공화국과 대한민국에 큰 피해를 입힌 SSHS 1등급의 태풍이다. 하구핏은 필리핀에서 제출한 이름으로 채찍질을 의미한다.

## 태풍의 진행

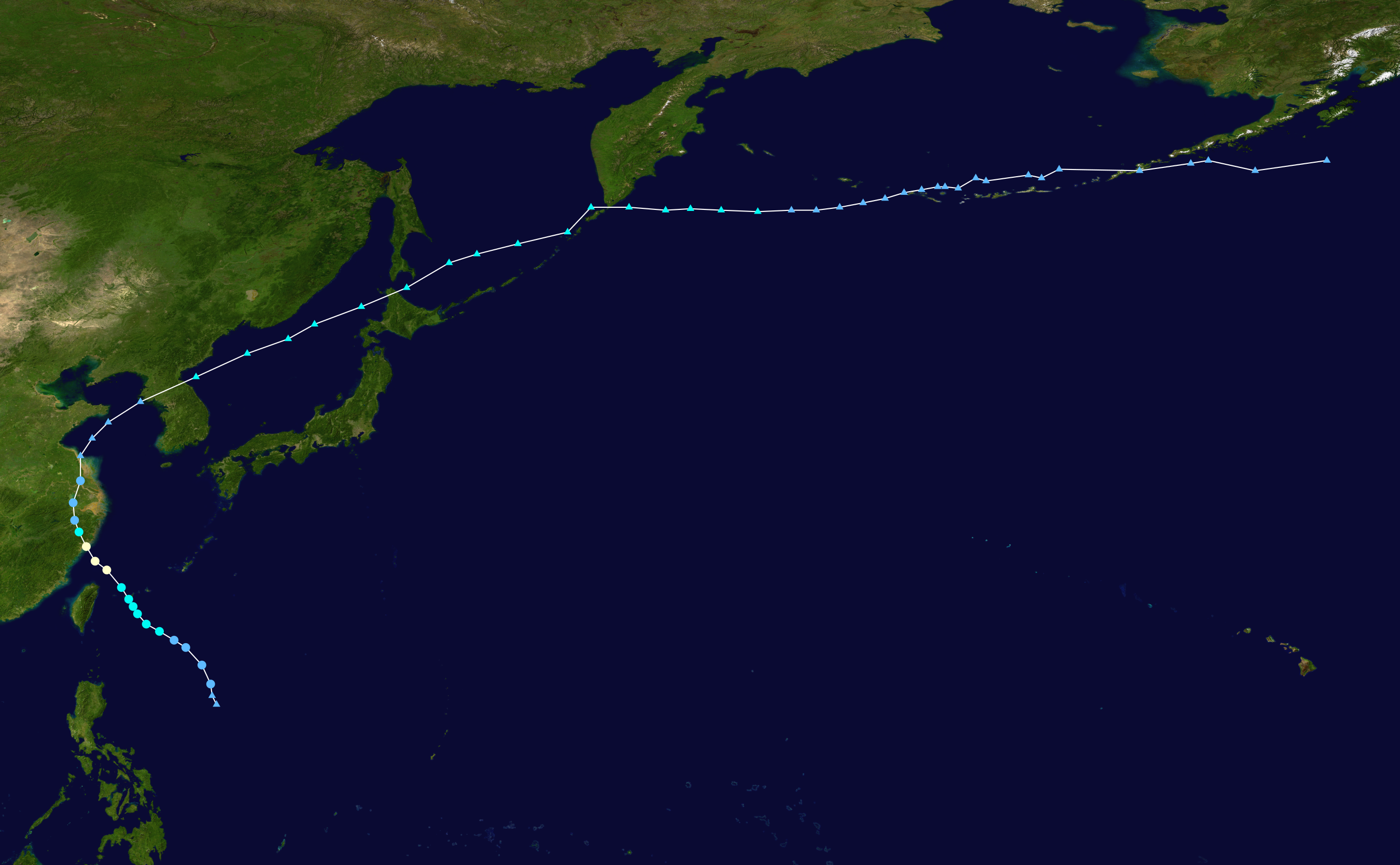
태풍 하구핏의 경로

태풍 하구핏은 8월 1일 21시에 중심기압 1002 hPa, 최대풍속 18 m/s, 강풍 반경 220 km(북동쪽 반경)의 열대폭풍으로 일본 오키나와 남쪽 약 590 km 부근 해상에서 발생하였다.(일본 기상청 태풍정보 속보치 기준) 발생 이후 북북서~북서진하며 급발달해서, 8월 4일 3시에 중심기압 975 hPa, 최대풍속 36 m/s의 세력 '강'의 태풍인 최성기 세력으로 중국 저장성 원저우시에 상륙하였다.(일본 기상청 태풍정보 속보치 기준) 중국 상륙 이후 육상마찰로 인해 급약화된 뒤 북~북동진하며 서해상에 진출하였고, 8월 6일 3시에 중심기압 1000hPa, 최대풍속 18m/s의 비교적 약한 세력으로 북한 옹진반도에 상륙하였다.(일본 기상청 태풍정보 속보치 기준) 북한 상륙 뒤 한반도에서 빠르게 북동진하며 온대저기압화가 진행되어서, 8월 6일 9시에 북한 강원도 통천군 북동쪽 약 12km 부근 해상(동해)에서 중심기압 1000hPa의 온대저기압으로 변질되었다.

## 같이 보기
- 2020년 태풍